# Mifepristona

Mifepristona

A mifepristona (ou RU-486) é uma antiprogesterona esteroidal sintética e um fármaco antiglucocorticoide. É um esteroide NOR-19 com substituição nas posições C11 e C17 (17β-hydroxy-11β-(4-(dimethylamino)phenyl)-17α-(1-propynyl)estra-4,9-dien-3-one), que antagoniza a acção do cortisol competitivamente ao nível do recetor.
A Mifepristona é um agonista parcial do recetor da progesterona, de baixa eficácia, usado como abortivo nos primeiros meses de gravidez e, em pequenas doses, como contracetivo de emergência. É também em menor extensão, um antagonista do receptor do glucocorticoide, e foi ocasionalmente utilizado na síndrome de Cushing refratária (devido à secreção ectópica de ACTH). Durante os primeiros ensaios clínicos realizados pela empresa Roussel Uclaf que desenhou o fármaco, denominava-se por RU-38486 ou simplesmente RU-486. O fármaco foi inicialmente disponibilizado na França, seguindo-se outros países – por vezes com controvérsia. É comercializada com os nomes Korlym e Mifeprex, de acordo com o livro Orange Book da FDA.
A Mifepristona foi a primeira antiprogesterona a ser desenvolvida e tem sido extensivamente avaliada pelo seu uso como abortivo. O objetivo inicial do grupo de pesquisa era a descoberta e desenvolvimento de componentes com propriedades antiglucocorticoides.  As propriedades antiglucocorticóides são de grande interesse no tratamento de psicoses e transtornos de humor severos, no entanto, uma revisão dos artigos publicados foi inconclusiva relativamente à sua eficácia e o uso destes fármacos para essas finalidades foi considerado estar em fase de “prova de conceito”.

Consta da Lista de medicamentos essenciais da OMS.

## Utilizações médicas
Segundo o atual guideline para aborto da RCOG:
- Todos os métodos de aborto durante o primeiro trimestre têm um pequeno risco da gravidez prosseguir independentemente da tentativa de a terminar. O risco da gravidez prosseguir é de cerca de 0,23% para o aborto cirúrgico e entre 0,1% e 1,4% (dependendo do protocolo utilizado e da experiência da clínica) para o aborto farmacológico (aborto induzido com fármacos em vez da realização de um procedimento cirúrgico).
- O aborto medicinal com mifepristona e prostaglandina é o método de aborto mais eficaz para gestações até às 7 semanas.
- A aspiração por vácuo convencional realizada antes das 7 semanas de gestação, apresenta uma taxa de insucesso maior para gestações mais avançadas. Os protocolos devem incluir examinação do material aspirado para confirmar a presença do saco gestacional e/ou seguimento dos valores da gonadotrofina coriónica humana (hCG), para garantir que o aborto foi completo.
- A aspiração por vácuo no inicio da gestação, utilizando um protocolo rigoroso (que inclui a magnificação do material aspirado e indicações para seguimento dos valores da gonadotrofina coriónica humana (hCG), pode-se utilizar para gestações até às 7 semanas, apesar das pesquisas indicarem que a taxa de insucesso é maior que para aborto farmacológico.
- O aborto medicinal com o uso de mifepristona mais prostaglandina continua a ser um método apropriado para utilizar em mulheres na faixa das 7-9 semanas de gestação.

A Mifepristona é vendida fora dos Estados Unidos pelos Laboratórios Exelgyn, com o nome de Mifegyne, é produzida em França, e está aprovada para:
1. Término farmacológico de gravidezes intrauterinas até 49 dias de gestação (ou até 63 dias de gestação na Grã-Bretanha e Suécia).
2. Amolecimento e dilatação do cérvix anterior a dilatação cervical mecânica para terminar com uma gravidez.
3. Uso em combinação com gemeprost para término de gravidezes entre 13 e 24 semanas de gestação.
4. Para indução de parto em casos de morte fetal in utero[6]

A Mifepristona é comercializada nos Estados Unidos pela Danco Laboratories com o nome Mifeprex e está aprovada pela Food and Drug Administration nos Estados Unidos para término de gravidezes intrauterinas até 49 dias de gestação. Sob o protocolo aprovado pela FDA, uma dose de 600mg de mifepristona deve ser administrada por um clínico, e em seguida a mulher tem uma sessão de aconselhamento. Dois dias depois, um clínico administra 400µg de misoprostol, para induzir contrações. Em estudos realizados na Europa, este método terminou entre 96% e 99% das gravidezes até 49 dias de gestação, mas num grande ensaio multicêntrico realizado nos Estados Unidos entre Setembro de 1994 e Setembro de 1995, a eficácia foi menor (92%), o que os autores do estudo sugeriram dever-se à falta de experiência com este método nos Estados Unidos e/ou com o próprio desenho do estudo. Na Europa e na China, um período de observação de várias horas é requerido após a administração do misoprostol. Se a expulsão do tecido fetal não ocorrer durante o período de observação, é oferecido um aborto cirúrgico. Nos Estados Unidos não é requerido um período de observação, mas é fortemente recomendado.
A Mifepristona pode também ser utilizada em pequenas doses como contracetivo de emergência; se tomada após a relação sexual mas antes do período de ovulação, pode inibir a ovulação e assim evitar uma gravidez. Para esta utilização, uma dose de 10mg não é tão eficaz como uma dose de 600mg, mas tem menos efeitos secundários. A Mifeprex e a Mifegyne apenas estão disponíveis em comprimidos de 200mg.
Uma revisão de estudos realizados em humanos, descobriu que os efeitos contracetivos da dose de 10mg devem-se provavelmente aos seus efeitos na ovulação, e não na inibição da implantação do embrião, mas “o conhecimento do mecanismo de acção permanece incompleto”. O tratamento com 200mg de Mifepristona altera a expressão do recetor do esteróide nas Trompas de Falópio, inibindo o desenvolvimento do endométrio e prevenindo eficazmente a implantação.

### Outras utilizações
O uso da mifepristona está aprovado nos Estados Unidos e na União Europeia para o tratamento da síndrome de Cushing através de uma preparação com patente comercializada pela Corcept Therapeutics.
Outras aplicações médicas da mifepristona estudadas em ensaios clínicos incluem o seu uso regular como contraceptivo oral de longo prazo e o tratamento das seguintes patologias: infeção por HIV, fibroides uterinos, endometriose, depressão major com características psicóticas, depressão bipolar e desordens que causam disfunção cognitiva, stress pós-traumático, doença crónica de multissintomas, glaucoma,meningiomas, cancro da mama, cancro do ovário e cancro da próstata.
A mifepristona mostrou actividade anti-HIV não detetável em ensaios clínicos.
A mifepristona mostrou uma promessa inicial no tratamento da depressão major psicótica, uma forma de depressão difícil de tratar, mas um ensaio clinico de fase-III terminou antes do tempo devido à falta de eficácia demonstrada.
O tratamento com mifepristona demonstrou melhorias clínicas no tratamento dos sintomas do stress pós traumático num pequeno ensaio clinico publicado em 2012.
Foi também descrito o seu uso como agente de amadurecimento cervical.

## Contraindicações
Em ensaios clínicos, praticamente todas as mulheres que utilizaram o protocolo de mifepristona/misoprostol sentiram dor abdominal, cólicas uterinas e apresentaram manchas ou sangramento vaginal durante em média 9 a 16 dias. Cerca de 8% das mulheres tiveram algum tipo de sangramento por 30 ou mais dias. Outros efeitos secundários menos comuns incluem náusea,vómito, diarreia, tonturas, fadiga e febre. A doença inflamatória pélvica é uma complicação muito rara mas séria.   Os casos de sangramento excessivo e de aborto incompleto requerem uma intervenção médica posterior (como a aspiração por vácuo). Em ensaios clínicos entre 4,5% e 7,9% das mulheres necessitaram uma intervenção cirúrgica. A mifepristona é contraindicada na presença de um dispositivo intra-uterino (DIU), bem como nos casos de gravidez ectópica, insuficiência adrenal, distúrbios hemorrágicos, porfiria hereditária e em casos de terapia com anticoagulantes ou terapia de longa duração com corticosteróides.
A informação de prescrição da FDA afirma que não há dados disponíveis acerca da segurança e eficácia da mifepristona em mulheres que sofrem de condições médicas crónicas e em mulheres que têm mais de 35 anos e são fumadoras de 10 ou mais cigarros por dia. Por este motivo estes casos devem ser tratados com precaução pois estas pacientes foram geralmente excluídas dos ensaios clínicos com mifepristona."

## Efeitos Adversos
Não foram realizados estudos de longa-duração para avaliar o potencial carcinogénico da mifepristona. Isto vai de encontro às guidelines da ICH que dispensam testes de potencial carcinogénico em fármacos não genotóxicos cuja administração é inferior a 6 meses.
A exposição neonatal a uma dose elevada única de mifepristona em ratos não foi associada com nenhum problema reprodutivo, no entanto, uma exposição crónica a uma dose reduzida de mifepristona em ratos recém-nascidos foi associada com anomalias estruturais e da função reprodutiva.
Estudos de teratologia em ratinhos, ratos e coelhos, revelaram teratogenicidade para os coelhos mas não para os ratinhos ou ratos. A taxa de defeitos de nascimento em bebés expostos à mifepristona e misoprostol in utero é muito reduzida e poderá dever-se ao misoprostol apenas.
Um sumário pós-marketing descobriu que de cerca de 1,52 milhões de mulheres que utilizaram mifepristona até Abril de 2011 nos Estados Unidos, 14 terão sido reportadas como mortas após a utilização. Destes casos, 8 estiveram associados com septicemia; e os outros 6 tiveram causas variadas como abuso de drogas e suspeita de assassinato. Outros incidentes que foram reportados à FDA incluíram 612 hospitalizações não letais, 339 transfusões de sangue, 48 infeções severas e um total de 2207 (0,15%) de ocorrências adversas.

## Farmacologia
Na presença da progesterona, a mifepristona atua como um antagonista competitivo do recetor da progesterona (na ausência de progesterona, a mifepristona actua como um agonista parcial). A mifepristona é um esteroide NOR-19, com um volumoso substituto do p-(dimetylamino)fenil acima do plano da molécula na posição 11β, responsável por induzir ou estabilizar uma conformação inativa do recetor, e um substituo da molécula 1-propil hidrofóbica abaixo do plano da molécula na posição 17α que aumenta a afinidade de ligação do recetor da progesterona.
Além de ser um antiprogestágeno, a mifepristona é também um antiglucocorticóide e um antiandrógeno fraco. A relativa afinidade de ligação da mifepristona com o recetor da progesterona é mais do que duas vezes a afinidade da progesterona e a sua relativa afinidade de ligação com o recetor do glucocorticoide é mais que três vezes superior à da dexametasona e mais que 10 vezes superior à do cortisol; a sua relativa afinidade de ligação ao recetor do andrógeno é menor que um terço da afinidade de ligação da testosterona. A mifepristona não se liga com o recetor do estrogénio nem com o recetor do mineralocorticóide.
O uso de mifepristona como um contraceptivo comum, numa dosagem de 2mg diários, impede a ovulação (uma dose se 1mg não impede). Uma dose única de 10mg de mifepristona pré-ovulação provoca um atraso da ovulação em 3 ou 4 dias e é tão eficaz como um contraceptivo de emergência com uma dose única de 1,5mg de progestina e levonorgestrel.
Nas mulheres, doses maiores ou iguais a 1mg/kg de mifepristona, antagoniza os efeitos endometriais e miometriais da progesterona. Nos humanos, um efeito antiglucocorticóide da mifespritona manifesta-se para um uso maior ou igual a 4,5mg/kg através de um aumento compensatório no ACTH e no cortisol. Nos animais, um efeito antiandrogénico fraco é verificável após uma administração prolongada de doses muito altas de 10 a 100mg/kg.
Nos regimes de aborto farmacológico, o bloqueio dos recetores da progesterona pela mifepristona causa diretamente uma degeneração endometrial decidual, um amolecimento e dilatação cervical, uma libertação de prostaglandinas endógenas, e um aumento da sensibilidade do miométrio ao efeito contractivo das prostaglandinas. A degeneração decidual induzida pela mifepristona, conduz indiretamente à separação do trofoblasto, que resulta numa diminuição da produção de hCG pelo sinciciotrofoblasto, que por sua vez causa uma diminuição da produção de progesterona pelo corpo lúteo (a gravidez é dependente da produção de progesterona pelo corpo lúteo durante as primeiras 9 semanas de gestação – até que a produção de progesterona pela placenta aumente o suficiente para substituir o corpo lúteo na produção da progesterona). Quando sequencialmente seguida por uma prostaglandina, 200mg (ou mesmo 100mg mas não 50mg) de mifepristona é tão efetiva como 600mg para produzir um aborto medicinal.
“Contragestação”, é um termo promovido por Étienne-Émile Baulieu no contexto da sua defesa da mifepristona, que se refere ao efeito de indução de aborto que foi hipotetizado que alguns contracetivos como a mifepristona possuem.  A definição de “contragestação” de Baulie, inclui qualquer método de controlo de natalidade que possa possivelmente agir após a fertilização humana e até às nove semanas de idade gestacional.

## Neuroproteção
Estudos pré-clinicos apontam para uma potencial acção neuroprotetiva da mifepristona. Descobriu-se que esta protege os neurónios primários do hipocampo, as células clonais do hipocampo, e culturas organotípicas do hipocampo contra a morte celular neuronal induzida por stress com a proteína beta-amiloide, com o peróxido de hidrogénio e o glutamato, em ratos. Este efeito, foi interessantemente independente da presença dos recetores do glucocorticóide ou da progesterona. Estudos subsequentes demonstraram também os efeitos neuroprotetivos da mifepristona. Os antagonistas do recetor do glucocorticóide podem apresentar utilidade ao nível do reforço cognitivo e possíveis propriedades antidepressivas na doença bipolar.
O tratamento com mifepristona foi associado com uma resposta temporária do efeito do cortisol ao despertar e com uma melhoria sustentada do desempenho da memória espacial a curto-prazo em pacientes com doença bipolar, quando comparados com controles saudáveis bem combinados.Predefinição:Unreliable medical source

## História
A mifepristona (RU-38486, o composto 38.486 sintetizado pela Roussel-Uclaf entre 1949 e 1980; abreviado para RU-486) foi sintetizada em Abril de 1980 pelo químico Georges Teutsch, como parte de um projeto de investigação para o desenvolvimento dos antagonistas dos recetores do glucocorticóide, na Roussel-Uclaf, durante o qual se descobriu também que esta é um antagonista do recetor da progesterona. Em Outubro de 1981, o endocrinologista Étienne-Émile Baulieu, consultor para a Roussel-Uclaf, organizou a realização de ensaios clínicos com o uso de mifepristona para o aborto medicinal em 11 mulheres na Suíça. Estes ensaios foram desenvolvidos pelo ginecologista Walter Herrmann no Hospital Cantonal da Universidade de Génova, e anunciaram resultados bem sucedidos a 19 de Abril de 1982. A 9 de outubro de 1987, após ensaios clínicos com o uso de mifepristona com um análogo da prostaglandina (inicialmente sulprostona ou gemeprost, mais tarde misoprostol) realizados em todo o mundo com 20.000 mulheres, para provocar um aborto farmacológico, a Roussel-Uclaf procurou a aprovação da mifepristona para uso no aborto farmacológico em França, tendo esta sido aprovada a 23 Setembro de 1988.
A 21 de Outubro de 1988, como resposta a protestos antiaborto e a preocupações da maioria (54,5%) dententora da Hoechst AG da Alemanha, os executivos e direção da Roussel-Uclaf, fizeram uma votação de 16 para 4 para parar a distribuição de mifepristona, o que anunciaram a 26 de Outubro de 1988. Dois dias depois, o governo francês ordenou a que a Roussel-Uclaf distribuísse a mifepristona no interesse da saúde pública. O Ministro da Saúde Francês, Claude Évin, explicou que não podia permitir que o debate público acerca do aborto privasse as mulheres de um fármaco que representava um progresso médico, pois desde que a mifepristona tinha sido aprovada, tornou-se propriedade moral da mulher e não apenas a propriedade de uma empresa farmacêutica." Após o uso da mifepristona distribuída gratuitamente em França a 34.000 mulheres entre Abril de 1988 e Fevereiro de 1990, a Roussel-Uclaf começou a vender Mifegyne (mifepristona) aos hospitais em França a um preço (negociado com o governo francês) de $48 por cada dose de 600mg.
A Mifegyne foi posteriormente aprovada na Grã-Bretanha, a 1 de Julho de 1991, and in Sweden in September 1992, mas até Abril de 1994, Wolfgang Hilger, o presidente da Hoechst AG, um católico devoto, bloqueou qualquer expansão na disponibilização de mifepristona. A 16 de Maio de 1994,a Roussel-Uclaf anunciou que ia doar sem remuneração, todos os direitos para o uso médico da mifepristona à Population Council, nos Estados Unidos, que posteriormente licenciou a mifepristona à Danco Laboratories, uma nova companhia com apenas um produto, imune aos boicotes anti-aborto, que conseguiu a aprovação da FDA como Mifeprex a 28 de Setembro de 2000.
A 8 de Abril de 1997, após compra das restantes ações (43,5%)da Roussel-Uclaf no inicio do ano, a Hoechst AG ($30 bilhões de receita anual) anunciou que deixaria de produzir e comercializar Mifegyne ($3,44 milhões de receita anual) e que transferia todos os direitos para uso médico da mifepristona fora dos Estados Unidos, à Exelgyn S.A., uma nova companhia com apenas um produto, imune aos boicotes anti-aborto, cujo CEO era o anterior CEO da Roussel-Uclaf, Édouard Sakiz. Em 1999, a Exelgyn anunciou a aprovação da Mifegyne em mais 11 países e em mais 28 países na década seguinte.

## Estatutos legais

### Estados Unidos
A Roussel Uclaf não procurou aprovação nos Estados Unidos e por isso inicialmente não era possível haver disponibilidade da mifepristona legalmente. Os Estados Unidos baniram a importação da mifepristona para usos pessoais em 1989, uma decisão que o próprio Uclaf apoiou. Em 1994, Roussel Uclaf deu os direitos do fármaco à Population Council nos Estados Unidos em troca de imunidade em quaisquer reclamações de responsabilidade do produto. A Population Council patrocinou ensaios clínicos nos Estados Unidos. O fármaco passou para estado de aprovação a partir de 1996. Nesse ano, havia uma intenção de começar a produção através do Danco Group mas o grupo afastou-se brevemente em 1997 devido a um parceiro de negócios corrupto, atrasando novamente a disponibilidade da mifepristona. A mifepristona foi aprovada para aborto nos Estados Unidos pela FDA em Setembro de 2000.  É legal e está disponível nos 50 estados, Washington, D.C.,Guam, e Porto Rico.  É um medicamento de prescrição, mas não está diponível ao público em farmácias; a sua distribuição está restrita a médicos especialmente qualificados com uma licença, e é vendida pela Danco Laboratories com o nome Mifeprex.
O número de abortos farmacológicos voluntariamente reportados em 33 estados dos Estados Unidos à CDC aumentou em percentagem no total de abortos realizados todos os anos desde a aprovação da mifepristona: 1,0% em 2000, 2,9% em 2001 5.2% em 2002, 7.9% em 2003, 9.3% em 2004, 9.9% em 2005, 10.6% em 2006, e 13.1% em 2007 (20.3% dos quais com menos de 9 semanas de gestação). Um inquérito realizado em 2008 pelo Guttmacher Institute a prestadores de serviços de aborto, estimou que o aborto farmacológico representava 17% do total de abortos e ligeiramente acima de 25% de abortos realizados antes de 9 semanas de gestação, nos Estados Unidos (94% dos abortos farmacológicos realizados em meio não hospitalar utilizaram mifepristona e misoprostol e 6% usaram metotrexato e misoprostol). O aborto farmacológico representou 32% dos abortos realizados durante o primeiro trimestre nas clínicas da Planned Parenthood nos Estados Unidos no ano de 2008.

### Subsecção H
Alguns fármacos são aprovados pela FDA sob a subseção H que tem duas subpartes. A primeira apresenta maneiras de apressar drogas experimentais, como tratamentos agressivos de HIV ou cancro, para comercializar quando uma rápida aprovação é considerada vital para a saúde de potenciais pacientes. A segunda parte da subsecção H aplica-se a drogas que não têm apenas que atender a restrições de uso devido a requisitos de segurança, mas às quais é também requerido que façam uma vigilância pós-comercialização para estabelecer que os resultados de segurança demonstrados em ensaios clínicos são apoiados pelo uso da droga numa fatia muito maior da população. A mifepristona foi aprovada sob a segunda parte da subsecção H. O resultado disso é que as mulheres não podem comprar o fármaco numa farmácia, têm sim que a receber diretamente de um médico. Devido à possibilidade de ocorrerem efeitos adversos, como hemorragia excessiva que pode requerer uma transfusão de sangue, e aborto incompleto, que pode requerer intervenção cirúrgica, o fármaco é apenas considerado seguro se utilizado na presença de um médico disponível para tratar este tipo de complicações, caso ocorram. A aprovação da mifepristona sob a subsecção H inclui um boxed warning.

### Controvérsia
Artigo principal controvérsia do aborto
Muitos grupos pró-vida nos Estados Unidos fizeram campanha contra a aprovação da mifepristona e continuam a fazer campanha para a sua revogação. Eles tanto alegam questões éticas com o aborto como preocupações de segurança com o fármaco e os efeitos adversos a ele associados. Grupos religiosos e grupos pró-vida fora dos Estados Unidos protestaram também contra a mifepristona, principalmente na Alemanha e Austrália.

### Europa
Fora dos Estados Unidos, a mifepristona é comercializada e distribuida pela Exelgyn Laboratories com o nome Mifegyne. O uso da mifepristona foi aprovado em França em 1988 (comercialização inicial em 1989), no Reino Unido em 1991, na Suécia em 1992 seguida da Aústria, Bélgica, Dinamarca, Finlândia, Alemanha, Grécia, Luxemburgo, Holanda, Espanha e Suiça em 1999.  Em 2000 foi aprovada na Noruega, Rússia e Ucrânia. Em 2001, foi aprovado na Sérvia e Montenegro, Na Bielorrússia e Letónia em 2002, Estónia em 2003, Moldávia em 2004, Albânia e Hungria em 2005, Portugal em 2007, e Roménia em 2008. Em Itália, ensaios clínicos foram restringidos por protocolos que requeriam que as mulheres ficassem hospitalizadas por 3 dias mas o fármaco foi finalmente aprovado a 30 de Julho de 2009 (e oficializado no ano seguinte), apesar da forte oposição do Vaticano. Em Itália, o comprimido deve ser prescrito e utilizado numa instalação médica e não é vendido em farmácias. Foi aprovado na Hungria em 2005 mas desde essa data ainda não foi lançado no mercado, o que foi resultou em protestos. A uso da mifepristona não está aprovado na Irlanda, onde o aborto é ilegal, ou Polónia, onde o aborto é altamente restrito.
Em França, a percentagem de abortos farmacológicos no total de abortos realizados continua a aumentar: 38% em 2003, 42% em 2004, 44% em 2005, 46% em 2006, 49% em 2007 (vs. 18% em 1996). Na Inglaterra e no País de Gales, 52% dos abortos realizados antes das 9 semanas de gestação em 2009 foram farmacológicos; a percentagem de abortos realizados que são farmacológicos aumentou todos os anos nos últimos 14 anos (de 5% em 1995 para 40% em 2009) e mais que dobrou nos últimos 5 anos. Na Escócia, 81,2% de abortos realizados até às 9 semanas de gestação em 2009 foram farmacológicos (de 55,8% em 1992 quando o aborto farmacológico foi introduzido); a percentagem de todos os abortos que são farmacológicos tem aumentado todos os anos nos últimos 17 anos (de 16,4% em 1992 para 69,9% em 2009). Na Suécia, 85,6% dos abortos realizados até às 9 semanas de gestação e 73,2% de abortos realizados antes do final da 12ª semana de gestação em 2009 foram farmacológicos. Na Suécia e Grã-Bretanha o uso da mifepristona está licenciado para uso em combinação com gemeprost por via vaginal ou misoprostol por via oral. A partir de 2000, mais de 620.000 mulheres na Europa realizaram abortos farmacológicos usando um protocolo com mifepristona. Na Dinamarca, a mifespristona foi usada em entre 3000 e 4000 abortos de cerca de 15000 realizados em 2005.

### Outros países
O uso da mifepristona foi banido em 1996 na Austrália. No final de 2005, uma proposta de iniciativa privada foi apresentada no Senado Australiano para levantar a proibição e transferir o poder de aprovação para a Therapeutic Goods Administration. A jogada causou um grande debate nos media australianos e entre os políticos. A proposta passou no Senado a 10 de Fevereiro de 2006 e atualmente a mifepristona é legal na Austrália. É fornecida com regularidade em várias clinicas especializadas em aborto.
Na Nova Zelândia, médicos pró-escolha estabeleceram uma empresa de importação, a Istar, e submeteram um requerimento para aprovação ao MedSafe, a agência regulatória dos produtos farmacêuticos na Nova Zelândia. Após um processo em tribunal interposto pelo  grupo Right to Life New Zealand ter falhado, o uso de mifepristona foi autorizado.
O fármaco foi aprovado em Israel em 1999.
Na China os ensaios clínicos com mifepristona começaram em 1985. Em 1988, a China tornou-se no primeiro país do mundo a aprovar o uso da mifepristona. Organizações chinesas tentaram comprar mifepristona à Roussel Uclaf que se recusou a vendê-la aos chineses, e por isso em 1992 a China começou a sua própria produção doméstica de mifepristona. Em 2000, o custo do aborto farmacológico realizado com mifepristona era mais elevado que o custo com o aborto cirúrgico e a percentagem de realização de abortos farmacológicos era muito variada, indo desde 30-70% do total de abortos realizados em cidades a ser praticamente inexistente em zonas rurais.  Um relatório apresentado em 2000 pela Embaixada dos Estados Unidos em Beijing, afirmava que a mifepristona tinha sido amplamente utilizada em cidades chinesas durante cerca de 2 anos e que de acordo com informações da imprensa, um mercado negro tinha-se desenvolvido com muitas mulheres a comprar a mifepristona ilegalmente (sem prescrição) em clinicas privadas e farmácias a um preço de cerca de $15, causando uma preocupação por parte das autoridades chinesas acerca das complicações médicas resultantes do uso sem supervisão médica.
Em 2001, a mifepristona foi aprovada em Taiwan. O Vietnam incluiu a mifepristona no Plano Reprodutivo Nacional em 2002.
A mifepristona apenas está aprovada num país da África subsaariana, a África do Sul onde foi aprovada em 2001. Está também aprovada em apenas um país do norte de África, a Tunísia, também desde 2001.
O uso da mifepristona foi aprovado na India em 2002, onde o aborto farmacológico é conhecido por “término farmacológico da gravidez”. Apenas está disponível sob supervisão médica, e não por prescrição, devido às reações adversas e a compra ou venda da mifepristona no mercado negro  ou em farmácias está sujeita a sanções penais.
O aborto farmacológico costumava estar disponível no Canadá mas numa base limitada, utilizando metotrexato e o misoprostol. Após aprovação do governo federal em 2000, foram feitos vários ensaios clínicos em cidades do Canadá para comparar o metotrexato com a mifepristona. Apesar dos dois fármacos apresentarem resultados semelhantes, descobriu-se que a mifepristona atuava mais rapidamente. A Health Canada aprovou a mifepristona em Julho de 2015.
O uso da mifepristona foi registado no Azerbeijão, Geórgia e Uzbequistão em 2002, na Guiana e Moldávia em 2004, na Mongólia em 2005 e na Arménia em 2007.